# Zygosporiaceae
Zygosporiaceae is een monotypische familie van schimmels uit de orde Xylariales. Het typegeslacht is Zygosporium, hetgeen ook het enige geslacht is.